# Polona Oblak
Polona Oblak (...) è un'ex sciatrice alpina slovena che gareggiò per la nazionale jugoslava.

## Biografia
Specialista dello slalom gigante, Polona Oblak vinse il titolo nazionale jugoslavo nel 1976 e gareggiò in Coppa del Mondo fino al 1977, senza ottenere piazzamenti di rilievo; non prese parte a rassegne olimpiche o iridate.

## Palmarès

### Campionati jugoslavi
- 1 oro (slalom gigante nel 1976)[1]